# 潤花
潤 花（じゅん はな、1997年9月19日 - ）は、日本の女優。元宝塚歌劇団宙組トップ娘役。
北海道旭川市、旭川藤女子高等学校出身。愛称は「かの」、「じゅんはな」、「じゅんじゅん」。

## 来歴
2014年、宝塚音楽学校入学。
2016年、宝塚歌劇団に102期生として入団。入団時の成績は32番。星組公演「こうもり／THE ENTERTAINER!」で初舞台。その後、雪組に配属。
チャーミングな雰囲気と華やかなダンスで注目を集め、2017年、望海風斗・真彩希帆トップコンビ大劇場お披露目となる「ひかりふる路」で、新人公演初ヒロイン。その後も3度に渡って新人公演ヒロインを務める。
2019年の「PR×PRince」でバウホール公演初ヒロイン。同年の「ハリウッド・ゴシップ」（KAAT神奈川芸術劇場・ドラマシティ公演）で、東上公演初ヒロイン。
2020年の「炎のボレロ」（梅田芸術劇場公演）でヒロイン。当初は全国ツアーとして上演が予定されていたが、新型コロナウイルス感染拡大により、梅田芸術劇場のみでの振替公演となった。同公演千秋楽翌日となる9月7日付で宙組へと組替え。
2021年2月22日付で宙組トップ娘役に就任。真風涼帆の2人目の相手役として、「シャーロック・ホームズ／Délicieux!」で新トップコンビ大劇場お披露目。
2023年6月11日、「カジノ・ロワイヤル」東京公演千秋楽をもって、宝塚歌劇団を真風と同時退団。大劇場主演4作、入団7年目での早期退団となった。
退団後の同年7月より2025年3月31日までアミューズに所属。

## 人物
幼い頃から活発で、身体を動かすことが好きだった。
中学2年からクラシックバレエを習い始め、家族と将来を語る内、母から宝塚観劇を提案され、東京宝塚劇場で宝塚を初観劇。2度目の観劇となった星組公演「ロミオとジュリエット」が決定打となり、「宝塚の舞台に立ちたい」と進路を決めた。音楽学校には1度目の受験で合格した。
芸名はパッと思い付きで考え、「潤」という字は響きの良さから、「花」は本名の文字からとった。
特技はローラのものまね。
陸上競技選手の北口榛花とは幼稚園時代からの友人である。

## 宝塚歌劇団時代の主な舞台

### 初舞台
- 2016年3 - 4月、星組『こうもり』『THE ENTERTAINER!』（宝塚大劇場のみ）

### 雪組時代
- 2016年10 - 12月、『私立探偵ケイレブ・ハント』『Greatest HITS!』
- 2017年2月、『New Wave!-雪-』（バウホール）
- 2017年4 - 7月、『幕末太陽傳（ばくまつたいようでん）』 - 新人公演：女郎おてつ（本役：白峰ゆり）『Dramatic “S”!』
- 2017年8 - 9月、『CAPTAIN NEMO』（日本青年館・ドラマシティ） - ラニ
- 2017年11 - 2018年2月、『ひかりふる路（みち）〜革命家、マクシミリアン・ロベスピエール〜』 - 新人公演：マリー=アンヌ（本役：真彩希帆）『SUPER VOYAGER!』 新人公演初ヒロイン[8][2]
- 2018年3 - 4月、『誠の群像』 - お君／大原女『SUPER VOYAGER!』（全国ツアー）
- 2018年6 - 9月、『凱旋門』 - オットー、新人公演：ジョアン・マヅー（本役：真彩希帆）『Gato Bonito!!』 新人公演ヒロイン[9][2]
- 2018年11 - 2019年2月、『ファントム』 - メグ、新人公演：ソレリ（本役：彩みちる）
- 2019年3 - 4月、『PR×PRince』（バウホール） - エル バウ初ヒロイン[11][2]
- 2019年5 - 9月、『壬生義士伝』 - 新人公演：みつ（本役：朝月希和）『Music Revolution!』
- 2019年10月、『ハリウッド・ゴシップ』（KAAT神奈川芸術劇場・ドラマシティ） - エステラ・バーンズ 東上初ヒロイン[12][2]
- 2020年1 - 2月、『ONCE UPON A TIME IN AMERICA（ワンス アポン ア タイム イン アメリカ）』（宝塚大劇場） - エミリー／ロックンローラー、新人公演：デボラ（本役：真彩希帆） 新人公演ヒロイン[10][2]
- 2020年2 - 3月、『ONCE UPON A TIME IN AMERICA（ワンス アポン ア タイム イン アメリカ）』（東京宝塚劇場） - エミリー／ロックンローラー[注釈 1]
- 2020年8 - 9月、『炎のボレロ』 - カテリーナ・ドロレス『Music Revolution!-New Spirit-』（梅田芸術劇場） ヒロイン[14][13][8]

### 宙組時代
- 2020年11 - 2021年2月、『アナスタシア』 - マリア／オデット[8]

### 宙組トップ娘役時代
- 2021年4月、『Hotel Svizra House ホテル スヴィッツラ ハウス』（東京建物 Brillia HALL） - ニーナ・デュボワ トップお披露目公演[15][7]
- 2021年6 - 9月、『シャーロック・ホームズ-The Game Is Afoot!-』 - アイリーン・アドラー『Délicieux（デリシュー）!-甘美なる巴里-』 大劇場トップお披露目公演[15][3][2]
- 2021年11 - 12月、『バロンの末裔』 - キャサリン『アクアヴィーテ（aquavitae）!!』（全国ツアー）[19][3]
- 2022年2 - 5月、『NEVER SAY GOODBYE』 - キャサリン・マクレガー／ペギー・マクレガー[20][2]
- 2022年6月、『FLY WITH ME（フライ ウィズ ミー）』（東京ガーデンシアター）[7]
- 2022年8 - 11月、『HiGH&LOW-THE PREQUEL-』 - カナ『Capricciosa（カプリチョーザ）!!』[7][2]
- 2023年1月、『MAKAZE IZM』（東京国際フォーラム）[7]
- 2023年3 - 6月、『カジノ・ロワイヤル〜我が名はボンド〜』 - デルフィーヌ 退団公演[7][16][2]

### 出演イベント
- 2018年12月、タカラヅカスペシャル2018『Say! Hey! Show Up!!』
- 2019年12月、タカラヅカスペシャル2019『Beautiful Harmony』

## 宝塚歌劇団退団後の主な活動

### ドラマ
- 2023年11月、テレビ朝日系列『相棒season22』第6話 - 蔵本里紗[21]
- 2024年1月、テレビ東京『ナースが婚活』第2話 - 別所牡丹
- 2024年10月、NHK総合『未来の私にブッかまされる!?』 - 宮本珠季[22]

### 舞台
- 2024年4 - 5月、『あのよこのよ』（PARCO劇場・Dream House大ホール） - ミツ[23]
- 2025年5 - 7月、『二都物語』（明治座・梅田芸術劇場・御園座・博多座） - ルーシー・マネット[24]

## TV出演
- 2019年7月、フジテレビ『2019 FNSうたの夏まつり』

## 広告
- 2019 - 2023年、『ヒガシマル醤油』[12][15]
- 2024年、『キリン一番搾り 糖質ゼロ』[25]

## 受賞歴
- 2019年、『阪急すみれ会パンジー賞』 - 新人賞[26]
- 2020年、『宝塚歌劇団年度賞』 - 2019年度新人賞[27]
- 2022年、『宝塚歌劇団年度賞』 - 2021年度優秀賞[28]